# Alí ibn Yússuf (Creta)
Alí ibn Yússuf (àrab: علي بن يوسف, ʿAlī ibn Yūsuf) fou emir de Creta del 915 al 925. A la mort del seu pare Yússuf ibn Úmar el va succeir el 915 i va governar durant uns deu anys. El 925 el va succeir el seu oncle Àhmad ibn Úmar.